# 木村昇 (俳優)
木村 昇（きむら のぼる、1979年4月19日 - ）は、日本の元俳優。

## 来歴
宮城県登米市中田町出身。宮城県佐沼高等学校を経て日本大学を卒業。2000年8月7日に石原プロモーション主催『オロナミンC「1億人の心をつかむ男」新人発掘オーディション〜21世紀の石原裕次郎を探せ!〜』で応募総数5万2005名の中から準グランプリを獲得し芸能界デビュー。特技はボートで、高校時代に全国大会で優勝した経歴を持つ。
2011年4月、石原プロを退社。その後の消息や活動の形跡は確認されておらず、事実上の引退状態となっている。

## 出演

### テレビドラマ
NHK系
- 大河ドラマ『義経』（2005年4月〜11月）- 北条義時 役

フジテレビ系
- 日向夢子調停委員事件簿シリーズ（金曜エンタテイメント） - 香月 役
- 硫黄島〜戦場の郵便配達〜（2006年12月）
- おばさんデカ 桜乙女の事件帖ファイナル（2007年9月28日）
- 妻たちからの三行半〜夫たちの(秘)離婚回避マニュアル〜（2008年2月1日） - 百田龍之介 役
- フジテレビ開局50周年記念ドラマ特別企画 「黒部の太陽」（2009年3月21・22日）

テレビ朝日系
- 愛は正義（2001年1月〜3月）
- 結婚の条件(2002年3月)
- 西部警察 SPECIAL（2004年10月） - 三上修（刑事）役
- 弟（2004年11月） - 石原良純 役
- 橋田壽賀子ドラマスペシャル 夫婦（2006年2月4日） - 横井晴彦 役
- 快感職人（2006年7月〜9月） - 黒澄圭一 役
- 開局記念ドラマ・氷の華（2008年9月）

テレビ東京系
- 女と愛とミステリー
  - 絆（2002年3月）
  - 監察医・篠宮葉月 死体は語る（2004年1月）
- 水曜ミステリー9 神楽坂署生活安全課3（2007年10月17日） - 工藤俊彦 役

### 映画
- 俺は、君のためにこそ死ににいく（2007年）

### CM
- ヴァーナル化粧品（山形県限定）
- ダイドーブレンドコーヒー - 石原裕次郎がCGで出演した際、コーヒーを飲むシーンの胴体部分を担当。